# Fonds de réserve pour les retraites
Pour les articles homonymes, voir FRR.
Le Fonds de réserve pour les retraites (FRR) est un établissement public administratif français créé par la loi no 2001-624 du 17 juillet 2001 et dont la mission est d’investir au nom de la collectivité les sommes que lui confient les pouvoirs publics en vue de participer au financement des retraites.
C'est un fonds d'investissement, parfois considéré comme un fonds souverain.
Il fait partie des administrations de sécurité sociale et participe donc de leurs excédents ou déficits.

## Histoire

### Genèse et création (1999-2001)
Les prévisions démographiques montrent, au début des années 1990, que le baby-boom devrait générer une pression sur le système de retraites français à partir de 2020. Sous la présidence de François Mitterrand, Pierre Bérégovoy émet l'idée d'un fonds stratégique visant à financer le surcoût pour le système de retraites dès 1992.
En 1999, le Premier ministre Lionel Jospin crée le Fonds de réserve pour les retraites en vue de parer le choc que devrait représenter, pour les finances de la Sécurité sociale, le « papy-boom ». Ce papy-boom doit en effet augmenter considérablement le nombre de retraités en France, causant une hausse des dépenses de la Caisse nationale d'assurance vieillesse notamment.
Le fonds devient un établissement public autonome en 2001. Sa mission est de constituer des réserves financières afin d'équilibrer le régime général des retraites ainsi que les régimes alignés (comme le régime des salariés agricoles) entre 2020 et 2040. L'objectif est alors de constituer une réserve de 1 000 milliards de francs (150 milliards d'euros) à l'horizon 2020.

### Développement (2002-2009)
Le Fonds de réserve pour les retraites souffre, durant sa première décennie d'existence, d'un manque de pilotage politique sous la présidence de Jacques Chirac. Sans guidage, il constitue automatiquement, année après années, ses réserves, grâce aux excédents de certaines caisses de la Sécurité sociale. Au milieu des années 2000, toutefois, les excédents se tarissent ou se transforment en déficit, ce qui ralentit la constitution de la cagnotte gérée par le FRR. En 2005, le Fonds n'obtient ainsi que 1,3 Md€. Ainsi, de 2001 à la réforme de 2011, il n'obtient que 28 Md€ de dotations.
Pendant la crise financière mondiale de 2007-2008, la valeur de son portefeuille a chuté de 24 %.

### Changement de mission et de doctrine (2010-2020)
Le Président de la République Nicolas Sarkozy impulse une nouvelle direction pour le Fonds de réserve pour les retraites lors de la réforme des retraites de 2010. L'objectif assigné jusqu'alors était d'anticiper les effets financiers des dynamiques démographiques françaises de vieillissement ; le nouvel objectif assigné est de contribuer à rembourser la dette sociale, c'est-à-dire la dette née des déficits passés de la Sécurité sociale. Plus précisément, le FRR contribue au désendettement lié aux déficits passés de la Caisse nationale d'assurance vieillesse et du Fonds de solidarité vieillesse. Ainsi, à partir de 2011, le FRR verse plus de 2 Md€ chaque année aux régimes de Sécurité sociale, principalement à la Caisse d'amortissement de la dette sociale, jusqu'à son extinction prévue en 2024. Il verse 30 Md€ en tout entre 2011 et 2024.
Le Fonds connaît également un changement de doctrine. Afin de minimiser les risques financiers, le FRR modifie sa stratégie d'investissement au début des années 2010 en conformité avec les préconisations de la Cour des comptes. Il recalibre son portefeuille : alors qu'il était composé à plus de 50 % d'actions, le FRR bascule vers des obligations (d'États comme d'entreprises), leur part étant portée à 60 %. Le rendement annuel du FRR passe à 4 % environ. Toutefois, le FRR investit dans le private equity (actifs non cotés) dès 2013.
En 2017, le FRR disposait d'un actif de 36,4 Md€. En 2021, le FRR dispose d'un actif de 26 Md€ selon le Conseil d'orientation des retraites. De 2010 à 2024, le FRR n'a rien coûté à l'Etat.
Lorsque la crise économique liée à la pandémie de Covid-19 commence, le portefeuille du FRR est composé à 36 % d'actions. En 2020, l'État ordonne au FRR de financer pour 5 Md€ les coûts induits par l'alignement de la retraite des salariés du secteur électrique et gazier (EDF, Engie, RTE, ERDF) au régime général. Ses réserves sont aussi ponctionnées à hauteur de 7,3 Md€ afin de venir en aide à l'Urssaf Caisse nationale qui devait emprunter pour financer son déficit exceptionnel.

### Le Fonds de réserve pour les retraites aujourd'hui (2021-...)
Sous la direction d'Éric Lombard, le Fonds de réserve pour les retraites met en place une gestion anticipative plus équilibrée entre les actifs risqués et non risqués. Le conseil de surveillance décide d'entériner une stratégie augmentant la part dédiée aux actions ; le portefeuille en actions passe ainsi à 41,5 % d'actions. Une anticipation correcte de la remontée des taux directeurs de la Banque centrale européenne au début des années 2020 permet au FRR d'ajuster son portefeuille et d'engranger des bénéfices.
À partir de 2025, le FRR devra verser 1,45 Md€/an à la Caisse d'amortissement de la dette sociale de la dette sociale jusqu'à sa fin en 2033. Cela doit permettre de financer les déficits postérieurs à 2018. En 2024, le FRR dispose de réserves de 20 Md€.

## Gestion

### Mode de gestion
Le mode de gestion du Fonds de réserve pour les retraites est la gestion déléguée, c'est-à-dire que le FRR n'investit pas en propre mais délègue la gestion de ses fonds à des fonds d'investissement. Ce mode de gestion est exigé par la loi du 17 juillet 2001 qui l'a fondé. En tant qu'établissement public, il est soumis au code de la commande publique pour la passation de ses marchés. Outre les publicités légales aux journaux officiels le FRR annonce le lancement de ses appels d’offres par voie de presse et via son site internet. Ses coûts de gestion, de 0,15 % des abondements, sont près de dix fois plus faibles que ceux des gestionnaires d'assurance vie.

### Répartition du portefeuille
En octobre 2007, il investissait principalement dans des actions (60 % de son portefeuille), obligations (30 %), plus des actifs de diversification comme des matières premières ou des fonds investis en private equity,.

### Performance annuelle
Les placements du fonds de retraite ont dégagé une performance annuelle de moyenne de 9,9 % depuis sa création.
Entre janvier et juin 2008, il a perdu 10 % de sa valeur (3,4 milliards de moins-value). La crise financière de 2008 a pénalisé les placements de l'établissement public, qui ont été évalués à la fin 2008 à 27,7 milliards d'euros, soit près de 20 % de moins en un an.
Au 30 juin 2009, le montant des actifs s’établissait à 28,8 milliards d'euros, puis a monté à 33,1 milliards d'euros au 30 juin 2010 : il était alors investi à 44 % en actions, à 4,7 % en matières premières, 3,6 % en immobilier et 47 % en actifs obligataires et monétaires.
En 2010, le fonds disposait d'un portefeuille de 37 Md€. En 2013, le portefeuille vaut 36,3 Md€. En 2019, le portefeuille vaut 33,6 Md€. En 2020, le portefeuille vaut 26,3 Md€.
En 2021, le taux de rendement du FRR est de 6,95 %.
En 2022, le taux de rendement du FRR est de -10 %. Le portefeuille vaut alors 21,3 Md€.
En 2023, le taux de rendement du FRR est de 9,68 %.

## Organisation et gouvernance du FRR
Le FRR est le seul établissement public administratif (en dehors des grands ports maritimes) doté d'un conseil de surveillance et d'un Directoire.

### Conseil de surveillance[26]
Ce conseil détermine les grandes orientations de la politique de placement et contrôle la gestion et les performances.
Le Conseil de Surveillance est composé de 20 membres choisis parmi :
- Les parlementaires (2 représentants de l’Assemblée Nationale, 2 représentants du Sénat)
- Les représentants des assurés sociaux désignés par les organisations syndicales interprofessionnelles représentatives sur le plan national (5 membres)
- Les représentants des employeurs et travailleurs indépendants désignés par les organisations professionnelles d’employeurs et de travailleurs indépendants représentatives (5 membres)
- Les représentants de l’État (4 membres dont 1 du ministère de l’Économie, 1 du ministère du Budget et 2 du ministère chargé de la Sécurité sociale)
- Des personnalités qualifiées issues de domaines relevant des missions du FRR (2 personnes).

Il doit se réunir au moins deux fois par an. Le président du Conseil de surveillance du FRR est nommé par décret parmi ses membres. Sandrine Lemery est actuellement la présidente du Conseil de surveillance du FRR
Pierre-Yves Chanu (conseiller confédéral de la CGT au Conseil d’orientation des retraites (COR)), et Philippe Tibi sont vice-présidents du Conseil de surveillance.

### Directoire[29]
Il est composé de trois membres, dont un président :
- Eric Lombard, président du directoire du FRR
- Yves Chevalier, membre du directoire
- Olivier Rousseau, membre du directoire.

Le directoire assure la direction collégiale de l’établissement et exerce les compétences nécessaires à son bon fonctionnement. Il met en œuvre les orientations de la politique de placement, en contrôlant le respect de celles-ci. Il rend compte régulièrement de sa gestion au Conseil de surveillance, en retraçant notamment la manière dont les orientations de la politique de placement ont pris en compte des considérations sociales, environnementales et éthiques.

## Polémiques et controverses

### Erreur de gestion pendant la crise financière mondiale
La valeur du FRR chute de 24 % au pic de la crise financière mondiale. Cela est lié au fait que le FRR investissait principalement en actions, qui sont plus risquées que les obligations ; cette stratégie fait l'objet d'une critique de la Cour des comptes dans un rapport de 2011. De plus, le Canard Enchaîné révèle en 2008, pendant la crise, que depuis juin 2007, le FRR a investi 195 millions d'euros auprès de Lehman Brothers, qui a ensuite fait faillite le 15 septembre 2008, quoique sur un fonds à part du reste. Les fonds placés sont, en théorie, récupérables, sauf en cas de fraude de la part de Lehman Brothers.

### Investissement dans les énergies fossiles
En 2015, l'ONG écologiste 350.org commande un rapport à l'Observatoire des multinationales, qui estime à près d'1 Md€ le montant des investissements du FRR dans les énergies fossiles. En 2013, le FRR aurait eu un encours d'investissements de 922 M€ dans « 60 des 100 premières entreprises mondiales du secteur pétrolier et gazier et dans 21 des 100 premières multinationales du charbon ».

### Détournement de la finalité initiale
Le FRR a fait l'objet de débats et de controverses lors de la réforme des retraites de 2023. Le détournement de la finalité initiale du Fonds sous la présidence de Nicolas Sarkozy a ainsi fait l'objet de critiques. La Cour des comptes a soutenu que le Fonds devait être à ce titre, si ce n'est supprimé, dans tous les cas renommé afin de ne pas entretenir de confusion, en ce qu'il n'a plus vocation à financer les retraites dans le futur mais bien à financer les déficits passés.